# PGA Kampioenschap (Nieuw-Zeeland)
Het PGA Kampioenschap van Nieuw-Zeeland is een jaarlijks golftoernooi voor leden van de nationale NZ PGA. De trofee heet de McDougall Cup.

## Geschiedenis
De eerste editie van dit kampioenschap was in 1920. Het begon als matchplay toernooi maar werd in 1965 een strokeplay toernooi. Na 1987 kon het toernooi niet genoeg sponsors vinden waardoor het jarenlang geen doorgang kon vinden.
In 2002 vond een herstart plaats onder auspiciën van de Australaziatische Tour en de Nationwide Tour. Het werd gespeeld op de baan van Clearwater in Christchurch, Nieuw-Zeeland. In 2004 kreeg het toernooi zijn oorspronkelijke naam terug.
In 2009 werd de samenwerking met de Nationwide Tour beëindigd. In 2010 was het prijzengeld NZ$ 150.000.

## Formule
Sinds er strokeplay gespeeld wordt, doen er 144 spelers mee. Na twee rondes is er een cut waarna de beste 64 doorgaan. 
In 2011 werd aangekondigd dat de formule van het toernooi wijzigde. Er worden nog steeds 72 holes strokeplay gespeeld maar in ronde 3 en 4 wordt een Pro-Am gespeeld, de 64 pro's krijgen ieder een amateur als partner. De formule is dan 4-ball-best-ball. De amateurs kwalificeren zich hiervoor op een nabijliggende baan, terwijl de professionals ronde 2 spelen. Het wordt vijf jaar lang zo gespeeld op The Hills Golf Club in Arrowtown, een privé golfbaan van juwelier Michael Hill. Hier werd in 2007 ook het Nieuw-Zeeland Open gespeeld.

## Winnaars 1920-1963
In deze periode was het een matchplay toernooi.
| New Zealand PGA Championship - 1920: Joe Kirkwood sr. - 1921 E.S. Douglas - 1922 A. Ham - 1923 E.J. Moss - 1924 E.J. Moss - 1925 E.J. Moss - 1926 J.D. McIntosh - 1927 J.D. McIntosh - 1928: Andrew Shaw - 1929: Andrew Shaw - 1930 F. Rutter - 1931: Andrew Shaw - 1932: Andrew Shaw | - 1933: Andrew Shaw - 1934: A.J. Shaw - 1935: Alex Murray - 1936: C.C. Clements - 1937: E.C. Douglas - 1938: N.H. Fuller - 1939:: Alex Murray - 1940-45 niet gespeeld wegens WWII - 1946: A.J. Shaw - 1947: Alex Murray - 1948: Alex Murray - 1949: Bob Glading - 1950: E.A. Southerden - 1951: R.A. Jackson | - 1952: G.E. Hudson - 1953: Peter Thomson - 1954: Bruce Crampton - 1955: Frank Phillips - 1956: J. Kelly - 1957: Kel Nagle - 1958: Kel Nagle - 1959: E.A. Southerden - 1960: Kel Nagle - 1961: Bob Charles - 1962: E.A. Southerden - 1963: Bob Tuohy - 1964: niet gespeeld |

## Winnaars 1965-2010
In deze periode was het een 72-holes-strokeplaytoernooi.
| - 1965: B.J. Coxen - 1966: Ross Newdick - 1967: Tony Jacklin - 1968: Bob Shaw - 1969: Terry Kendall - 1970: Kel Nagle - 1971: John Lister - 1972: Masashi "Jumbo" Ozaki - 1973: Kel Nagle - 1974: Kel Nagle - 1975: Kel Nagle - 1976: John Lister - 1977: John Lister - 1978: Simon Owen | - 1979: Bob Charles - 1980: Bob Charles - 1981 (Jan): Brian Jones - 1981 (Dec): Terry Gale - 1982: Stuart Reese - 1983: Graham Marsh - 1984: Greg Turner - 1985: Frank Nobilo - 1986: niet gespeeld - 1987: Frank Nobilo - 1988-2001: niet gespeeld Holden Clearwater Classic - 2002: Peter O'Malley | Clearwater Classic - 2003: Ryan Palmer New Zealand PGA Championship - 2004: Gavin Coles ING New Zealand PGA Championship - 2005: Peter O'Malley - 2006: Jim Rutledge HSBC New Zealand PGA Championship - 2007: Nicholas Thompson - 2008: Darron Stiles (36 holes) - 2009: Steven Alker New Zealand PGA hosted by Christchurch - 2010: Mitchell Brown |

## Winnaars 2012 tot heden
Start van de nieuwe formule: Ronde 3 en 4 is een Pro-Am 
| - 2012: 29 maart - 1 april - 2013: |